# Арарэ (1938)
Арарэ (яп. 霰 Арарэ, Град) — японский эскадренный миноносец типа Асасио. Был десятым и последним эсминцем своего типа. В военно-исторической литературе распространено написание Араре.

## История
Эсминцы типа Асасио были больше и эффективнее чем корабли предыдущего типа Сирацую, так как японские конструкторы уже не были ограничены Лондонским морским договором 1930 года. Эти лёгкие суда «крейсерского» типа были разработаны чтобы воспользоваться преимуществом Японии в торпедном вооружении, и сопровождать главные японские ударные силы в дневных и ночных операциях против военно-морского флота США.
Заложен 5 марта 1935 года на верфи Maizuru NYd. Спущен 16 ноября 1937 года, вошёл в строй 15 апреля 1938 года. После ввода в строй зачислен в 18 Дивизион Эсминцев. Капитаном корабля был назначен Томоэ Огата.

## История службы
Базировался на острове Итуруп (Курильские острова). В ходе нападения на Пёрл-Харбор входил в состав эскорта авианосной ударной группы под командованием адмирала Нагумо, охраняя флот танкеров сопровождавших ударные силы. Вернулся в военно-морской округ Куре 24 декабря.
В январе 1942 Арарэ сопровождал авианосцы Акаги и Кага к островам Трук и далее в Рабаул, чтобы прикрывать высадку японских сил в ходе битвы за Рабаул. Арарэ вернулся вместе с Дзуйкаку из Палау в военно-морской округ Йокосука 13 февраля, и провёл следующий месяц в учебных патрулях. 17 марта, он ушёл из Йокосуки вместе с Сёкаку и Дзуйкаку к острову Сулавеси.
27 марта Арарэ покинул Сулавеси для сопровождения авианосцев в ходе рейда в Индийский океан. 23 апреля вернулся на ремонт в Куре. 3 июня вышел из Сайпана для сопровождения конвоя войск в битве за Мидуэй. После чего, с 17 по 23 июня Арарэ участвовал в сопровождении крейсеров Кумано и Судзуя из Трука в Куре. 28 июня отправился для сопровождения авианосца Чийода к острову Кыска Алеутской гряды. 5 июля 1942 года в 13 км восточнее острова Кыска был потоплен торпедой выпущенной с американской подводной лодки USS Growler (SS-215) в точке 52°00′ с. ш. 177°40′ в. д.. При этом погибло 104 члена экипажа. В живых остались 42 человека, в том числе капитан корабля. Они были подобраны эсминцем «Сирануи».